# قصر صاهود
قصر صاهود، قلعة تقع خارج الأسوار الغربية لمدينة المبرز، ويواجه مدخله ضاحية الحزم، وقد اُعيد بناؤه بشكل جيد ويستخدم كثكنات للجيش العربي السعودي.

## البناء
استُخدم الطوب اللبني في بناء اسوار وأبراج القصر وعليه طبقة من اللياسة الطينية الخارجية وأسوار وأبراج القصر هي أهم العناصر الدفاعية به حيث تم بناؤها على مستوى بين خارجي وداخلي يربطان بعضهما بخشب جذوع النخل لزيادة العملية الدفاعية، ويملأ الفراغ بين السورين بحجارة وطين، وزودت هذه الأسوار بفتحات تتسع لفوهات المدافع لإطلاق النار منها والأبراج مرتبطة مباشرة بالأسوار وتستخدم للدفاع والمراقبة، وكل برج يتكون من دورين يصعد إلى العلوي من الداخل ولزيادة العملية الدفاعية زود القصر من الخارج بخندق عميق يصعب من خلاله اقتحام القصر، ويقع المدخل الرئيسي للقصر في الجهة الغربية وهو على نظام المداخل المنكسرة يعلوه غرفة مراقبة مستطيلة المدخل الغرف الخاصة بسكن الجنود، وفي الجنوب الشرقي منها يوجد غرفة المستودع كما يضم القصر بئراً بجوار القصر لتزويد القصر بالمياه اللازمة، وللقصر غرفة مربعة الشكل تقع على شمال المدخل كما يوجد مسجد مستطيل له منبر ومحراب يتكون من خمسة أعمدة تحمل أربعة عقود، كما يضم القصر مجلساً بالركن الجنوبي الشرقي بجوار البئر بالإضافة إلى إسطبلات بالركن الشمالي الغربي والحمامات تقع بجوار السور الشمالي، ولا يعرف من هو صاحب بناء القصر الأصلي إلا أن بعض المصادر التاريخية تذكر أن بناء القصر يرجع إلى أواخر القرن السابع الهجري وأن أول من سكنه هم بنو خالد الذين سكنوا المبرز وجعلوها عاصمة للأحساء أثناء حكم أميرهم براك الذي تمكن من طرد الأتراك من الأحساء سنة 1082هـ فيما يرى آخرون أن الذي أسسه هو الإمام سعود بن عبدالعزيز بن محمد وذلك في العقد الثاني من القرن الثالث عشر الهجري.

## قصر صاهود وتاريخه
لقد كانت المبرز طوال تاريخها تعتبر في المقام الأول مدينة زراعية تخدم الإقليم الزراعي الرئيس للإحساء، وقد أُقيم قصر صاهود من أجل الدفاع عن المدينة وأيضاً الدفاع عن هذه المنطقة الزراعية ضد الغارات التي يقوم بها البدو على تلك المنطقة، وأيضاً لحراسة مضارب وخيام البدو الموسمية التي كانوا يقيمونها في بالحرم قرب المدينة.
لقد وقعت معظم المعارك التي دارات بين الدولة السعودية وبني خالد في الفترة ما بين 1176-1208 ه‍/ 1762-1793م، ولقد قام السعوديون بأول هجوم لهم على الإحساء في بداية هذه الفترة أي في عام 1176هـ/1762م، وقد جاء في وصف الحملة العسكرية التي أدت إلى إخراج زعماء بني خالد من الإحساء في عام 1208هـ/1793م ما سمي بحصار المبرز، وقد أعادت هذه الحملة الهفوف إلى سيطرة الحكم السعودي وبذلك أصبح لقصر صاهود أهمية كبرى في الدفاع عن المداخل الشمالية للعاصمة الجديدة، وهذا وقد وصف الغزو القادم من الإقليم العثماني في بغداد، والذي كان أول هجوم تقوم به الدولة العثمانية ضد الدولة السعودية في عام 1214هـ/1799م باسم حصار المبرز أو حصار صاهود، لقد كان حصار صاهود في الواقع من العمليات العسكرية الضخمة التي تعرضت لها حصون الإحساء في العصر الحديث لقد كانت القوات السعودية المحاصرة بالقصر لا يتعدى عددها المائة رجل، بينما كانت القوات العثمانية المرابطة خارج القصر تتجاوز هذا العدد بعشرات المرات، وظلت القوات السعودية تدافع عنه ببسالة وشجاعة نادرة لمدة شهرين بينما كانت تنهمر عليهم نيران المدافع وطلقات بنادق المسكيت لمدة شهر بالكامل، كما كانوا يقومون بسد الأنفاق التي كانت تقوم القوات المحاصرة بحفرها تحت الاسوار من أجل اقتحام الحصن، وقد نجحت بالفعل القوات السعودية المحاصرة في التصدي لجميع المحاولات التي تمت لاختراق السور بالرغم من ذلك الكمّ الهائل من قذائف المدافع التي كانت تنهمر عليهم، ولما لم تفلح كل تلك المحاولات في اقتحام الحصن قامت القوات المهاجمة ببناء برج ليتمكنوا بواسطته من إطلاق نيرانهم داخل الحصن، إلا أن القوات السعودية المحاصرة قامت بوضع متاريس في جذوع النخيل لصد نيران المدافع. وعندما بدأ في إصلاح قصر صاهود بعد انسحاب الجيش العثماني وعودته إلى العراق، تم إعادة بناؤه بالكامل تقريباً نظراً للدمار الشديد الذي لحق به والذي اجمعت على حدوثه جميع المصادر التاريخية، وعندما استولى العثمانيون على الإحساء للمرة الثانية في عام 1288هـ/1871م أصبحت المبرز منطقة تابعة للهفوف كما تم تخصيص قصر صاهود ليكون مركزاً للشرطة واستبقيت به حامية صغيرة قوامها ستة جنود فقط، ولقد كان القتال الذي دار بين المبرز والعثمانيون في الهفوف عام 1323-1325هـ/1905-1907م سبباً في إعلاء شأن قصر صاهود ومكانته وبعد الاضطرابات والقلاقل التي حدثت في المبرز عام 1323هـ/1905م قامت مجموعة صغيرة من بدو المبرز بمحاصرة قصر صاهود لمدة يوم فقط ثم عدلوا عن فكرتهم وانصرفوا بعدها، تأكد لهم عدم جدوى ما فعلوه، ولم يحدث بعودة الحكم السعودي إلى الإحساء في عام 1332هـ/1913م إلا القليل من التغييرات الطفيفة بالقصر وبينما كان القصر يضم حامية عسكرية كبيرة نوعاً ما في بداية الحكم السعودي إلا أنه عند وصف القتال الذي دار مع العجمان في عام 1334هـ/1915م لم يذكر شيء من هذه الحامية، وبحلول السلام خلال العقود اللاحقة تضائلت أهمية القصر الدفاعية، وفي عام 1370هـ/1950م لم يكن به سوى حامية صغيرة جداً كانت تستخدمه كثكنة عسكرية، وبعد أن تم تحديث القوات المسلحة السعودية في العقود اللاحقة لم يعد القصر صالحاً حتى لهذا الغرض، ومن ترك خالياً.